# Marcel Sterkenburg
Marcel Sterkenburg (Hilversum, 19 mei 2001) is een Nederlands worstelaar.
Sterkenburg is opgegroeid in Hilversum en studeert samen met zijn tweelingbroer Tyrone Sterkenburg aan het JCA in Amsterdam. Samen worstelen zij sinds hun 9e bij De Halter in Utrecht. Marcel heeft in 2021 als eerste Nederlander in 43 jaar de gouden medaille gewonnen in de juniorencategorie op het wereldkampioenschap in het Russische Ufa. Zijn broer Tyrone won op hetzelfde WK de zilveren medaille in dezelfde categorie.
Omdat hun vader (Willem Sterkenburg) een bokser was, bokst de tweeling vanaf hun 4e jaar. Van hun 6e tot 9e levensjaar zaten ze op Judo. Omdat er gezien werd dat ze daar aanleg en talent voor hadden zijn ze overgestapt naar vrije stijl en Grieks-Romeins worstelen.

## Gegevens
- Nationaliteit: vader Nederlands, moeder Thais
- Geboorteplaats: Hilversum
- Geboortedatum: 19-05-2001
- Lengte: 1,82 cm
- Gewicht: 82 kg
- Discipline: Grieks-Romeins worstelen
- Hobby's: Boksen en BJJ
- Studie: Johan Cruyff Academie, Amsterdam (Commerciële economie, Hbo)
- Sportclub: De Halter (Utrecht)

## Sportresultaten
- 1e wereld kampioenschap junioren 2021 (in 43 jaar de 1e Nederlander bij de junioren)
- 3e Europees kampioenschap junioren 2021
- 2e open Pools kampioen senioren 2020
- 1e open Duits kampioen 2018
- 1e open Frankrijk u23 2018
- 1e Grand prix Tsjechië cadetten 2016
- 3e grand prix Hongarije 2015
- 3x winnaar van goudengordel toernooi 2013-2015
- Benelux kampioen 2015
- 1e paastoernooi (grootste jeugdtoernooi van Europa) junioren 2019